# Cătălin Burlacu
 (août 2024).
Cătălin Burlacu, né le 3 juillet 1977, à Iași, en Roumanie, est un ancien joueur roumain de basket-ball. Il évolue aux postes d'ailier fort et de pivot.

## Palmarès
- FIBA Europe Cup 2004-2005
- Champion de Roumanie 2001, 2002, 2004, 2005, 2006, 2009, 2010, 2012, 2013, 2014, 2015
- Coupe de Roumanie 2003, 2004, 2006, 2008
- Coupe d'Italie 2008
- Coupe d'Estonie 2007
- Meilleur joueur du championnat de Roumanie 2004, 2005